# Waukee (Iowa)
Waukee es una ciudad ubicada en el condado de Dallas, Iowa, Estados Unidos. Tiene una población estimada, a mediados de 2021, de 26 495 habitantes.
Es parte del área metropolitana de Des Moines-West Des Moines. 

## Geografía
La ciudad está ubicada en las coordenadas 41°35′26″N 93°52′58″O / 41.59056, -93.88278 (41.59048, -93.882818). Según la Oficina del Censo de los Estados Unidos, tiene una superficie total de 55.66 km², de la cual 55.54 km² corresponden a tierra firme y 0.12 km² están cubiertos de agua.

## Demografía
Según el censo de 2020, en ese momento la ciudad tenía una población de 23 940 habitantes. La densidad de población era de 444.65 hab./km². El 83.13% de los habitantes eran blancos, el 3.73% eran afroamericanos, el 0.25% eran amerindios, el 5.30% eran asiáticos, el 0.07% eran isleños del Pacífico, el 1.53% eran de otras razas y el 5.99% eran de una mezcla de razas. Del total de la población, el 5.23% eran hispanos o latinos de cualquier raza.